# Temes–Béga-palota
A Temes–Béga-palota, teljes nevén a Temes-Bégavölgyi Vízszabályozási Társulat palotája egy meghatározó saroképület Temesváron. Józsefváros városrészben, az 1989. december 16. sugárút (Bulevardul 16 Decembrie 1989, korábban Hunyadi út) és a Béga-csatorna mentén húzódó Tudor Vladimirescu rakpart (Splaiul Tudor Vladimirescu, korábban Bégabalsor) sarkán áll. 
Műemléki védettséget élvez a Józsefváros régi városnegyed városi helyszín (Situl urban „Vechiul cartier Iosefin”) részeként; ez a romániai műemlékek jegyzékében a TM-II-s-B-06098 sorszámon szerepel.

## Történelem

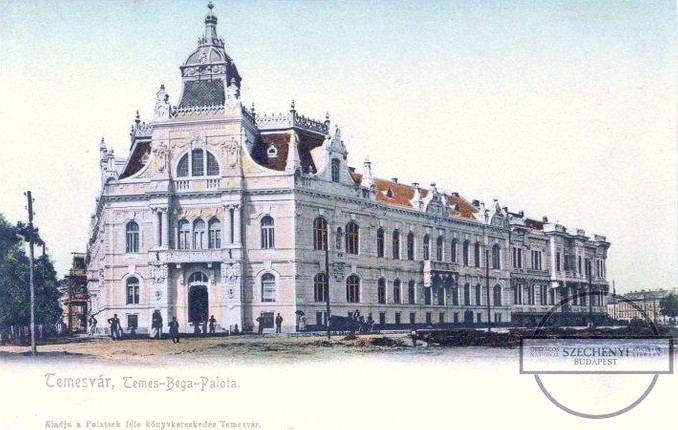
A palota egy 1902-es képeslapon

Baumhorn Lipót tervei alapján Hart Károly építette 1900–1902 között, és Tunner Kornél emelt rá még egy emeletet az első világháború előtt. Egy időben a vasút területi igazgatóságának székhelyeként működött. A Béga-csatorna felőli oldalán 1996-ban emléktáblát kapott Képessy József, a Béga-szabályozás felügyelője.